# Gunter Reinig
Gunter Reinig (* 1944) ist ein deutscher Automatisierungsingenieur und Professor für Prozesssteuerung sowie Freelancer. Er gehört zu den Pionieren der Prozesssteuerung und ist Mitbegründer der Ausbildung von Diplom-Ingenieuren auf diesem Fachgebiet in Deutschland.

## Ausbildung
Gunter Reinig erlebte seine Kindheit und Jugend in den schwierigen Jahren unmittelbar nach dem Zweiten Weltkrieg. Er besuchte von 1951 bis 1959 eine Grundschule und legte 1963 in Halle (Saale) das Abitur mit erweitertem Russischunterricht ab.
Reinig studierte seit Herbst 1963 Maschinenbau am traditionsreichen „Leningrader Technologischen Institut“  (heute: Technologische Universität St. Petersburg), eine der ältesten Technischen Hochschulen Europas, an der im 19. Jahrhundert bereits Dmitri Iwanowitsch Mendelejew gelehrt hatte.  Mitte 1968 schloss Reinig dort sein Studium auf den Gebieten Regelungstechnik und Automatisierungstechnik als Diplomingenieur (Dipl.-Ing.) ab.
Vom Herbst 1969 bis zum Frühjahr 1973 nahm er am gleichen Institut ein Promotionsstudium im Maschinenbau im Sinne einer Aspirantur wahr, wobei er sich mit Prozessautomatisierung, Regelungstechnik und mathematischer Modellierung befasste. 1973 verteidigte er seine Dissertation erfolgreich und erlangte den akademischen Grad eines Doktoringenieurs (Dr.-Ing.).

## Tätigkeiten

### Petrolchemische Industrie in Schwedt

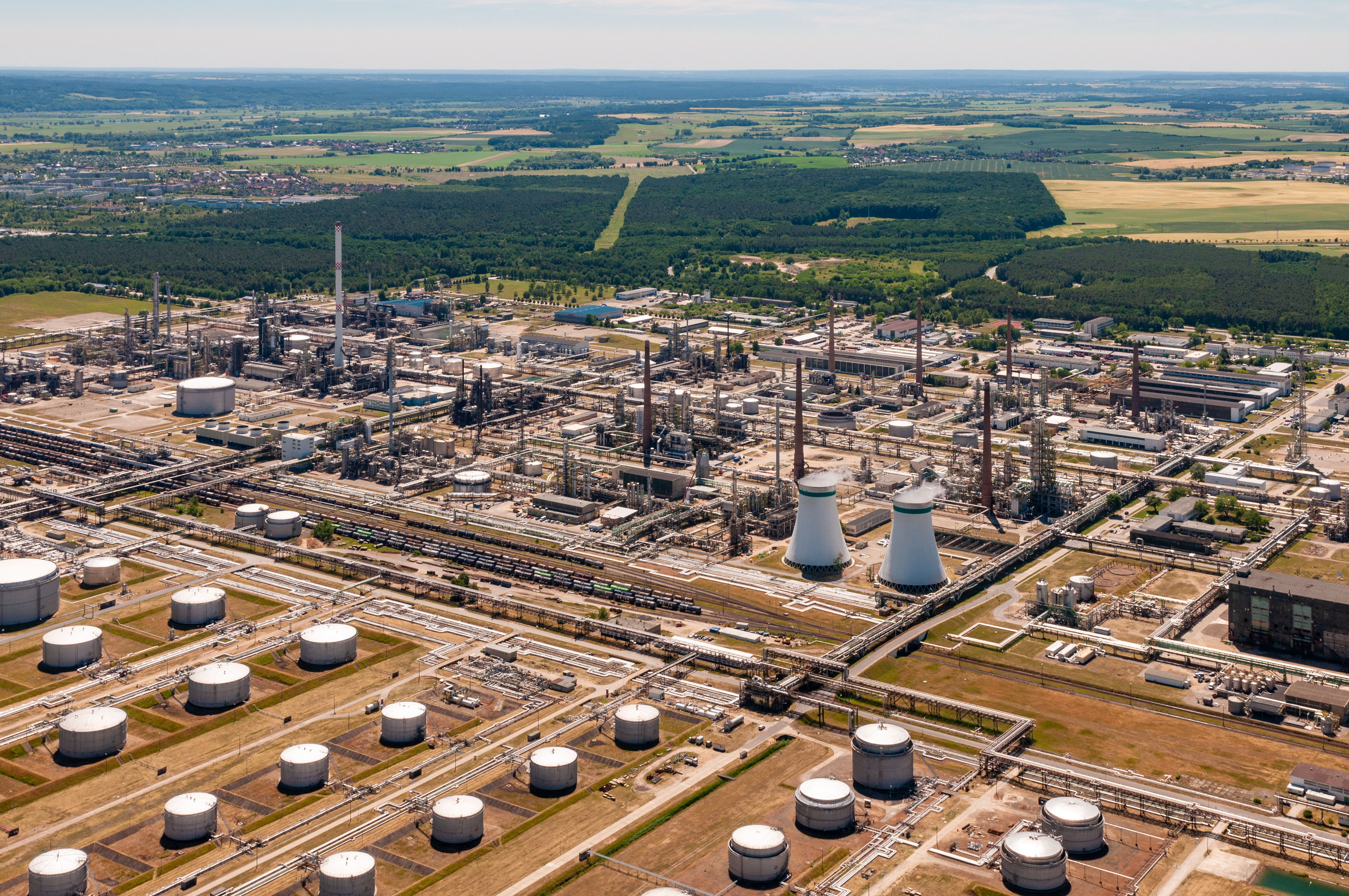
PCK Schwedt (Oder)

Reinig ging sofort nach seiner Ausbildung  ab Herbst 1968 in die petrolchemische Großindustrie nach Schwedt (Oder). Hier war seit Anfang der 1960er Jahre das Erdölverarbeitungswerk (EVW) völlig neu entstanden, das spätere Petrolchemische Kombinat (PCK). Es basierte auf der Verwertung von Erdöl, das durch eine eigens errichtete Pipeline aus der UdSSR über Polen geliefert wurde. Das PCK galt als dasjenige Unternehmen in der DDR-Chemie, das den höchsten und modernsten Automatisierungsstand aufwies. Insbesondere waren hier auch Prozessleitsysteme der USA-Firma Honeywell im Einsatz: System TDC 2000 mit Bildschirmtechnologie und dezentralen Basissteuereinheiten mit Mikrorechnersystemen, vernetzt durch digitale serielle Kommunikationssysteme (Feldbustechnologie). Reinig arbeitete hier zunächst als Systemanalytiker, später als Gruppenleiter und Abteilungsleiter. Insgesamt war er hier nahezu 14 Jahre tätig. Seine Hauptarbeitsgebiete in dieser Zeit waren:
- Modellierung und Rechnersteuerung einer Ammoniakanlage,
- Modellierung und Rechnersteuerung verschiedener Raffinerieprozesse,
- Konzipierung und Projektleitung der Prozessleittechnik für einen neuen Anlagen-Komplex.

Von besonderer Bedeutung waren die Pionierarbeiten im PCK in Schwedt bei der Einsatzvorbereitung und beim Betrieb des ersten hierarchisch strukturierten Prozessrechnersystems in Deutschland (gemeinsam mit Klaus Hartmann, der später als Professor auf den Lehrstuhl für Systemverfahrenstechnik an die TH Leuna-Merseburg berufen wurde, und mit Dietrich Balzer, der später als Hochschuldozent und danach auf einen eigenen Lehrstuhl an die TH Leipzig berufen wurde). Schwerpunkte waren dabei die erstmalige Projektierung als großes Unternehmensleitsystem und die Erstellung der innovativen und umfangreichen Applikationssoftware. Eine der Besonderheiten dieses Prozessrechnersystems bestand darin, dass erstmals mathematische Modelle technologischer Prozesse für die optimale Prozesssteuerung eingesetzt wurden.

### Universitätsdozent der Technischen Universität Dresden
Reinig wurde zum Jahresbeginn 1982 als Hochschullehrer an die Technische Universität Dresden (TUD) berufen. Hier wirkte er als Universitätsdozent für Prozessleittechnik am Lehrstuhl Automatisierungstechnik (Lehrstuhlleiter: Heinz Töpfer). Dabei kamen insbesondere auch seine speziellen Kenntnisse und Erfahrungen sowohl in der Lehre als auch in der Forschung zur Anwendung:
- Projektierung von umfangreichen Automatisierungssystemen
- Mathematische Modellierungen
- Simulationen im Bereich verfahrenstechnischer Prozesse mit Schwerpunkt Chemie und Erdöl-Raffinerien
- Advanced Process Control.

Diese Tätigkeit übte er 10 Jahre lang aus, und er sammelte hier umfangreiche akademische Erfahrungen, insbesondere in der Lehre.

### Industrietätigkeit bei Honeywell in Offenbach
Im Zuge der deutschen Wiedervereinigung kam es in seinem Arbeitsumfeld an der TUD zu erheblichen Umstrukturierungen mit Personalwechsel, so dass Gunter Reinig es vorgezogen hat, ab 1992 zum US-Unternehmen Honeywell Process Solutions nach Offenbach am Main zu wechseln, das er bereits aus seiner früheren Industrietätigkeit in Schwedt kannte. Hier war er über 5 Jahre auf mehreren Gebieten tätig:
- Technischer Sales Support
- Schulung zur Prozessleittechnik
- Schulung für Advanced-Process-Control-Produkte
- Vorbereitung und Betreuung von Advanced-Control-Projekten
- Vorbereitung und Betreuung von Trainings-Simulations-Projekten
- Operator Trainingssimulatoren.

### Professor der Ruhr-Universität Bochum
Gunter Reinig wurde zum Jahresbeginn 1997 als ordentlicher Professor an die Ruhr-Universität Bochum berufen. Hier wurde er mit der Leitung des Lehrstuhls Regelungstechnik und Systemtheorie (RUS) in der Fakultät Maschinenbau betraut. Er trat somit die fachliche Nachfolge von Karl Heinz Fasol an.
Seine inhaltlichen Arbeitsgebiete umfassten die Lehre und Forschung auf den Gebieten Regelungstechnik, Steuerungstechnik, Advanced Process Control sowie Gutachtertätigkeit.
Mit Erreichen der Altersgrenze wurde Reinig 2009 emeritiert. Zu seinem Nachfolger auf dem Lehrstuhl RUS wurde Martin Mönnigmann berufen.
Gunter Reinig ist seit seiner Emeritierung freiberuflich als Selbständiger in einem eigenen Ingenieurbüro tätig. Hierbei wirkt er als Konsultant, Gutachter und Projektausführender, vorwiegend in den Branchen Maschinenbau und Betriebstechnik. Seine angebotenen Fähigkeiten und Kenntnisse liegen auf den Gebieten:
- Beratung und Projektausführung für Regelungstechnik
- Advanced Process Control
- Modellierung
- Simulation im Bereich Verfahrenstechnische Prozesse mit den Schwerpunkten Chemieindustrie und Erdöl-Raffinerien
- Begutachtung von Automatisierungssystemen.

Reinig übernimmt Beratungen zu Automatisierungslösungen in allen verfahrenstechnischen Bereichen (Raffinerie, Chemie, Energie). Er bietet hierfür einen großen Erfahrungsschatz auf den Gebieten des Entwurfs, der Analyse, der Bewertung und der Ertüchtigung von Regelungssystemen. Dabei nutzt er Werkzeuge wie Matlab und AspenPlus. Weiterhin bearbeitet er die Konzipierung von Automatisierungslösungen und die Ausführung kleinerer Advanced-Process-Control-Projekte. Auch bietet er seine speziellen Sprachkenntnisse in Russisch (verhandlungssicher) sowie Englisch (Spezialkenntnisse) an.
Gunter Reinig lebt im Großraum von Bonn in Königswinter, OT Oberpleis. Seine privaten Interessen liegen auf den Gebieten Politik, Technik, Radfahren und alpiner Skilauf.

### Ehrenamtliche Tätigkeiten
- VDI/VDE-Gesellschaft Mess- und Automatisierungstechnik (GMA), Düsseldorf und Frankfurt (Main), Mitglied eines Fachausschusses (FA 6.22).
- Reviewer für das Journal of Process Control.

## Ausgewählte Veröffentlichungen
- Reinig ist Autor bzw. Mitautor von Fachbüchern und Fachartikeln sowie diversen Vorträgen auf nationalen und internationalen Tagungen und Kongressen.
- Klaus Damert, Dietrich Balzer, Gunter Reinig: Nichtlineare Optimierung für Modellierung und Prozesssteuerung - Algorithmen, Programme, Anwendungen. Akademie-Verlag, Berlin 1976 (Lizenzausgabe in Russisch: Nelinejnaja optimizacija i upravlenie processami.)